# Ceratolejeunea dussiana
Ceratolejeunea dussiana là một loài Rêu trong họ Lejeuneaceae. Loài này được (Stephani) G. Dauphin mô tả khoa học đầu tiên năm 2003.